# Crockett (Teksas)
Crockett – miasto w Stanach Zjednoczonych, w stanie Teksas, siedziba władz hrabstwa Houston. Według danych z 2023 miasteczko liczy 6387 mieszkańców.
Crockett jest największym miastem w promieniu ponad 50 kilometrów. Najbliższe większe ośrodki miejskie to:
- Palestine (17,5 tys. mieszkańców) – 57 km na północny zachód od Crockett,
- Lufkin (34,2 tys. mieszkańców) – 72 km na wschód od Crockett,
- Huntsville (45,6 tys. mieszkańców) – 76 km na południowy zachód od Crockett.